# شون باترسون (لاعب كرة قدم)
شون باترسون (بالإنجليزية: Sean Paterson)‏ هو لاعب كرة قدم بريطاني في مركز الهجوم، ولد في 25 مارس 1987 في غرينوك في المملكة المتحدة. لعب مع نادي بارسكو ونادي بلاكبول ونادي ساوثبورت.

## وصلات خارجية
- شون باترسون (لاعب كرة قدم) على موقع قاعدة بيانات كرة القدم.إي يو (الإنجليزية)
- شون باترسون (لاعب كرة قدم) على موقع Soccerbase.com (لاعب) (الإنجليزية)